# 多項定理
数学における多項定理（たこうていり、英: multinomial theorem）とは、多項和 (multinomial) の冪を展開した式を表すものである。二項定理において項数を一般化したものである。

## 定理の主張
多項公式 (multinomial formula) とは、正整数 m, 非負整数 n に対して、m項和の任意の n-冪を展開すると
{\displaystyle (x_{1}+x_{2}+\cdots +x_{m})^{n}=\textstyle \sum \limits _{k_{1}+k_{2}+\cdots +k_{m}=n}{\dbinom {n}{k_{1},k_{2},\ldots ,k_{m}}}{x_{1}}^{k_{1}}{x_{2}}^{k_{2}}\dotsb {x_{m}}^{k_{m}}}
となることを示すものである。ここで係数 (n
k1, …, km) は多項係数と呼ばれ、
{\displaystyle {\binom {n}{k_{1},k_{2},\ldots ,k_{m}}}={\frac {n!}{k_{1}!\,k_{2}!\cdots k_{m}!}}}
となる。また、k1, k2, …, km は非負整数であり、総和は k1 + k2 + … + km = n となるもの全てに亘って取る。従って、展開式の各項の次数は n となる。また、x0 はここでは、二項定理の場合と同様に、（x が零のときも含めて恒等的に）1 と定義している。
- m = 2 のとき、主張は二項定理である。

多重添字記法を用いると、定理の主張は
{\displaystyle (x_{1}+\cdots +x_{m})^{n}=\textstyle \sum \limits _{|\alpha |=n}{\dbinom {n}{\alpha }}x^{\alpha }}
略記できる。ここに、α = (α1, α2, …, αm), x = (x1, x2, …, xm) であって、xα = xα1
1 xα2
2⋅ ⋯ ⋅xαm
m および |α| = α1 + α2 + … + αm, α! = α1! α2! ⋅ … ⋅ αm! に対して (n
α) = n!/α! = |α|/α! である。
例えば、{\displaystyle (a+b+c)^{3}} を展開すると、次のようになる：
{\displaystyle {\begin{aligned}(a+b+c)^{3}&=(a+b+c)(a+b+c)(a+b+c)\\&=a^{3}+b^{3}+c^{3}+3a^{2}b+3ab^{2}+3b^{2}c+3bc^{2}+3c^{2}a+3ca^{2}+6abc\end{aligned}}}

## 証明

### 組合せ論的証明
二項定理の組合せ論的証明と同様に証明できる。
n個の (x1 + x1 + … + xm) の積を一度に展開し切ることを考える。
{\displaystyle (x_{1}+x_{2}+\cdots +x_{m})^{n}=\underbrace {(x_{1}+x_{2}+\cdots +x_{m})\cdots (x_{1}+x_{2}+\cdots +x_{m})} _{n{\text{ factors}}}}
一度に展開すると、それぞれの (x1 + x1 + … + xm) から x1, …, xm の1つだけを取った文字 n個の総乗の総和となる。
これらの積のうち、並び替えて x1k1…xmkm (k1 + … + km = n) になるものは、k1個の x1、…、km個の xm を並べる場合の数だけあるから、多項係数 (n
k1, …, km)、すなわち x1k1…xmkm の係数は n!/k1!…km! となる。

### 指数について帰納法
二項定理と同様に、指数 n についての数学的帰納法で証明できる。
n =1 のとき、
{\displaystyle (x_{1}+x_{2}+\cdots +x_{m})^{1}=1x_{1}+1x_{2}+\cdots +1x_{m},}
{\displaystyle {\frac {1!}{1!\,0!\,\cdots 0!}}=1}
より成り立つ。
ある n について成り立つと仮定する。
{\displaystyle (x_{1}+\cdots +x_{m})^{n}=\textstyle \sum \limits _{k_{1}+\cdots +k_{m}=n}{\dbinom {n}{k_{1},\cdots ,k_{m}}}{x_{1}}^{k_{1}}\cdots {x_{m}}^{k_{m}}}
より、
{\displaystyle {\hphantom {=}}\;(x_{1}+\cdots +x_{m})^{n+1}}
{\displaystyle =(x_{1}+\cdots +x_{m})(x_{1}+\cdots +x_{m})^{n}}
{\displaystyle =(x_{1}+\cdots +x_{m})\textstyle \sum \limits _{k_{1}+\cdots +k_{m}=n}{\dbinom {n}{k_{1},\cdots ,k_{m}}}{x_{1}}^{k_{1}}\cdots {x_{m}}^{k_{m}}}
{\displaystyle =x_{1}\textstyle \sum \limits _{k_{1}+\cdots +k_{m}=n}{\dbinom {n}{k_{1},\cdots ,k_{m}}}{x_{1}}^{k_{1}}\cdots {x_{m}}^{k_{m}}+x_{m}\textstyle \sum \limits _{k_{1}+\cdots +k_{m}=n}{\dbinom {n}{k_{1},\cdots ,k_{m}}}{x_{1}}^{k_{1}}\cdots {x_{m}}^{k_{m}}}
{\displaystyle =\textstyle \sum \limits _{k_{1}+\cdots +k_{m}=n}{\dbinom {n}{k_{1},\cdots ,k_{m}}}{x_{1}}^{k_{1}+1}{x_{2}}^{k_{2}}\cdots {x_{m}}^{k_{m}}+\textstyle \sum \limits _{k_{1}+\cdots +k_{m}=n}{\dbinom {n}{k_{1},\cdots ,k_{m}}}{x_{1}}^{k_{1}}\cdots {x_{m-1}}^{k_{m-1}}{x_{m}}^{k_{m}+1}}
{\displaystyle =\textstyle \sum \limits _{k_{1}+\cdots +k_{m}=n+1 \atop k_{1}\geq 1}{\dbinom {n}{k_{1},\cdots ,k_{m}}}{x_{1}}^{k_{1}}\cdots {x_{m}}^{k_{m}}+\textstyle \sum \limits _{k_{1}+\cdots +k_{m}=n \atop k_{m}\geq 1}{\dbinom {n}{k_{1},\cdots ,k_{m}}}{x_{1}}^{k_{1}}\cdots {x_{m}}^{k_{m}}}
{\displaystyle =\textstyle \sum \limits _{k_{1}+\cdots +k_{m}=n+1}{\dbinom {n}{k_{1}-1,k_{2},\cdots ,k_{m}}}{x_{1}}^{k_{1}}\cdots {x_{m}}^{k_{m}}+\textstyle \sum \limits _{k_{1}+\cdots +k_{m}=n+1}{\dbinom {n}{k_{1},\cdots ,k_{m-1},k_{m}-1}}{x_{1}}^{k_{1}}\cdots {x_{m}}^{k_{m}}}
{\displaystyle \left(\because {\binom {n}{\cdots ,-1,\cdots }}=0\right)}
{\displaystyle =\textstyle \sum \limits _{k_{1}+\cdots +k_{m}=n+1}\left[{\dbinom {n}{k_{1}-1,k_{2},\cdots ,k_{m}}}+\cdots +{\dbinom {n}{k_{1},\cdots ,k_{m-1},k_{m}-1}}\right]{x_{1}}^{k_{1}}\cdots {x_{m}}^{k_{m}}}
{\displaystyle =\textstyle \sum \limits _{k_{1}+\cdots +k_{m}=n+1}{\dbinom {n+1}{k_{1},\cdots ,k_{m}}}{x_{1}}^{k_{1}}\cdots {x_{m}}^{k_{m}}}
最後の等号は
{\displaystyle {\dbinom {n+1}{k_{1},\cdots ,k_{m}}}={\dbinom {n}{k_{1}-1,k_{2},\cdots ,k_{m}}}+\cdots +{\dbinom {n}{k_{1},\cdots ,k_{m-1},k_{m}-1}}}
が成り立つことを用いたが、これは右辺の階乗表示：
{\displaystyle {\frac {n!}{(k_{1}-1)!k_{2}!\cdots k_{m-1}!}}+\cdots {\frac {n!}{k_{1}!\cdots k_{m-1}!(k_{m}-1)!}}}
を通分すると左辺になることが示せる。

### 項数について帰納法
二項定理を既知とすると、項数 m について数学的帰納法により証明できる。
まず m = 1 のとき、k1 = n であり両辺は単項で  x1n に等しい。
次に、m に対して多項定理が成り立つと仮定する。
{\displaystyle (x_{1}+x_{2}+\cdots +x_{m}+x_{m+1})^{n}=(x_{1}+x_{2}+\cdots +x_{m-1}+(x_{m}+x_{m+1}))^{n}}
に帰納法の仮定を適用して
{\displaystyle {\begin{aligned}&=\textstyle \sum \limits _{k_{1}+k_{2}+\cdots +k_{m-1}+K=n}{\dbinom {n}{k_{1},k_{2},\ldots ,k_{m-1},K}}{x_{1}}^{k_{1}}{x_{2}}^{k_{2}}\cdots {x_{m-1}}^{k_{m-1}}(x_{m}+x_{m+1})^{K}\\&=\textstyle \sum \limits _{k_{1}+k_{2}+\cdots +k_{m-1}+K=n}\left({\dbinom {n}{k_{1},k_{2},\ldots ,k_{m-1},K}}{x_{1}}^{k_{1}}{x_{2}}^{k_{2}}\cdots {x_{m-1}}^{k_{m-1}}\sum \limits _{k_{m}+k_{m+1}=K}{\dbinom {K}{k_{m},k_{m+1}}}{x_{m}}^{k_{m}}{x_{m+1}}^{k_{m+1}}\right)\\&({\text{binomial theorem}})\\&=\textstyle \sum \limits _{k_{1}+k_{2}+\cdots +k_{m-1}+K=n}\sum \limits _{k_{m}+k_{m+1}=K}{\dbinom {n}{k_{1},k_{2},\ldots ,k_{m-1},K}}{\dbinom {K}{k_{m},k_{m+1}}}{x_{1}}^{k_{1}}{x_{2}}^{k_{2}}\cdots {x_{m-1}}^{k_{m-1}}{x_{m}}^{k_{m}}{x_{m+1}}^{k_{m+1}}\\&=\textstyle \sum \limits _{k_{1}+k_{2}+\cdots +k_{m-1}+k_{m}+k_{m+1}=n}{\dbinom {n}{k_{1},k_{2},\ldots ,k_{m-1},k_{m},k_{m+1}}}{x_{1}}^{k_{1}}{x_{2}}^{k_{2}}\cdots {x_{m-1}}^{k_{m-1}}{x_{m}}^{k_{m}}{x_{m+1}}^{k_{m+1}}\\&({\text{refer the below described Annotation}})\\\end{aligned}}}
を得る。最後の等号は
{\displaystyle {\binom {n}{k_{1},k_{2},\ldots ,k_{m-1},K}}{\binom {K}{k_{m},k_{m+1}}}={\binom {n}{k_{1},k_{2},\ldots ,k_{m-1},k_{m},k_{m+1}}}}
が成り立つことを用いたが、これは例えば階乗による表示を用いれば
{\displaystyle {\frac {n!}{k_{1}!k_{2}!\cdots k_{m-1}!K!}}{\frac {K!}{k_{m}!k_{m+1}!}}={\frac {n!}{k_{1}!k_{2}!\cdots k_{m+1}!}}}
と示せる。

## 応用例

### 一般ライプニッツ則
3個以上の函数の積の高階導函数に対しても、一般のライプニッツの法則を適用することができる：
- {\displaystyle (f_{1}\cdots f_{m})^{(n)}=\textstyle \sum \limits _{k_{1}+\cdots +k_{m}=n}{\dbinom {n}{k_{1},\cdots ,k_{m}}}{f_{1}}^{(k_{1})}\cdots {f_{m}}^{(k_{m})}}